# Paul L. Stein
Paul Ludwig Stein (4 de fevereiro de 1892 — 2 de maio de 1951) foi um diretor de cinema austríaco com 67 filmes em sua carreira.
Stein começou sua carreira em Berlim em 1918 e trabalhava exclusivamente na indústria do cinema mudo alemã até 1926, quando pela primeira vez viajou para Hollywood, e passou os próximos cinco anos de sua carreira entre a Alemanha e os Estados Unidos, onde trabalhou com estrelas como Jeanette MacDonald, Lillian Gish e Constance Bennett.
Em 1931, Stein se mudou para Inglaterra, depois de ganhar um contrato com a British International Pictures, onde ele foi designado a uma série de produções de grandes nomes de prestígio, incluindo alguns dos filmes de opereta popular de meados da década de 1930. Estes incluíram Das Dreimäderlhaus e Heart's Desire, estrelado por seu amigo de infância Richard Tauber, que também fez aparições em dois de seus filmes de pós-guerra, Waltz Time e Lisbon Story. Durante a maior parte de sua carreira, a visão de Stein tendem a ser filmes destinados principalmente a um público feminino, embora mais tarde ele também dirigiu filmes de suspense e espionagem. Stein permaneceu na Inglaterra para o resto de sua vida e carreira, se tornando um cidadão britânico naturalizado em 1938.